# Apadana

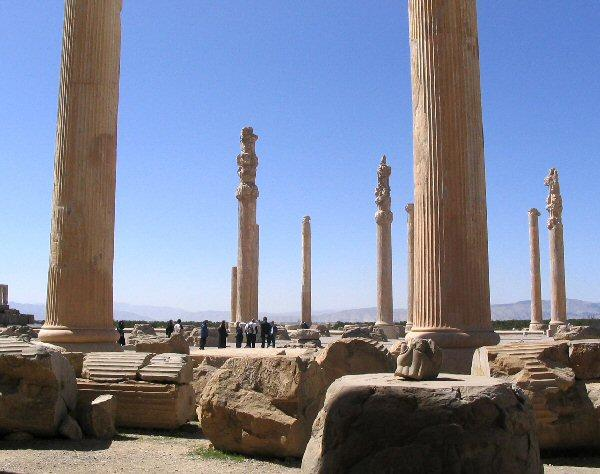
Apadana w Persepolis

Apadana – paradna, monumentalna sala audiencyjna w królewskich pałacach achemenidzkich w Iranie.
Charakterystyczne dla tej sali audiencyjnej jest strop wsparty na kolumnach, otoczona jest portykiem z podwójną kolumnadą. 
Najlepiej znana jest apadana zbudowana przez Kserksesa I w Persepolis. Była to kwadratowa sala o boku 62,5 m, z licznymi kolumnami, przykryta drewnianym stropem; z trzech stron otaczał ją portyk o podwójnej kolumnadzie. Od północy i od wschodu prowadziły do niej paradne schody, które ozdobione były płaskorzeźbami.